# خانه عفاف
خانه عفاف طرحی بود که از سوی یکی از اصناف در سال ۱۳۸۱ مطرح شده بود. این طرح برای اولین بار توسط «جامعه اسلامی ناصحین قم» در سال ۱۳۷۳ تهیه شد و برای سازمان‌های مختلف فرستاده شد. اما با انتشار جزئیات آن و بالارفتن احتمال اجرای آن در سال ۱۳۸۱ به جنجالی بزرگ مبدل شد هم‌زمان هادی منتظری مقدم رئیس دادگاه انقلاب کرج در پی اتهاماتی که در ارتباط با خانه هدایت کرج به وی وارد شده بود بازداشت شد.
این طرح با مخالفت محمد خاتمی و نمایندگان اصلاح‌طلب مجلس ششم مواجه شد.
این طرح موجب تحت‌الشعاع قرار گرفتن و در نهایت کنار گذاشته شدن «طرح سلامت جنسی» شد که از سوی وزارت کشور در حال تهیه بود.
شورای اجتماعی کشور نیز مخالفت خود را با چنین طرحی اعلام کرد و مطرح شدن این طرح در این شورا یا معاونت اجتماعی وزارت کشور را تکذیب کرد. مرکز امور مشارکت زنان نیز در بیانیه‌ای این طرح را محکوم کرد.
سازمان بهزیستی نیز این طرح را رد کرد.

## اساسنامه طرح
اساسنامه طرح در برخی رسانه‌ها و روزنامه‌ها به شرح ذیل درج شد:
براساس یک طرح تهیه شده توسط مقامات رسمی، یک مؤسسه رسمی با ثبت مدت و دریافت اجرت ازدواج موقت، متقاضیان را به هتل‌ها معرفی می‌کند. در گزارش روزنامه آفرینش (روزنامهٔ زیر نظر دانشگاه آزاد اسلامی)، در توضیح طرح فوق که به نام طرح عفاف نام‌گذاری شده آمده‌است: معضل زنان خیابانی سبب شده‌است تا پاره‌ای از نهادها و دستگاه‌های اجرایی و کشوری در تلاش برای ساماندهی به وضع موجود به ارائه طرح‌ها و راهکارهایی مبادرت کنند. اخیراً نیز هیأتی مرکب از ۲ دستگاه اجرایی در جهت ساماندهی به وضع زنان خیابانی اقدام به تشکیل جلساتی نموده و طرحی موسوم به تشکیل خانه‌های عفاف را مورد بررسی قرار داده و علی‌رغم بحث‌های متعدد در مورد آن و همچنین مخالف بودن شماری از نمایندگان زن مجلس شورای اسلامی این طرح همچنان در حال بررسی است.
در بخش دیگری از گزارش آمده‌است: متأسفانه طرح در بسیاری از زمینه‌ها از جمله اساسنامه و تأمین بودجه طرح دارای مشکل است. از بحث کمک‌ها به این طرح که بگذریم این طرح براساس منافع حاصل از آن استوار است. اما آیا واقعاً هیچ باانصافی را می‌توان یافت که از یک آسیب اجتماعی به دنبال تهیه وجه برای اداره یک مؤسسه باشد.
در این گزارش همچنین بخش‌هایی از اساسنامه مؤسسه به شرح زیر ذکر شده‌است.
با توجه به واقعیات جامعه و نظر به وجود نمونه‌های زیر، یکی از ابزار موفق در مقابله با تهاجم فرهنگی، تسهیل و گسترش امر ازدواج است.
- زنان بی سرپرست و همسر از دست داده.
- زنانی که نمی‌خواهند همسر دائمی مردی باشند ولی حاضر به ازدواج موقت و کوتاه مدت هستند.
- دانشجویان و محصلانی که امکان ازدواج دائم برای آن‌ها نیست.
- مردانی که به دلایلی کسی با ایشان ازدواج نمی‌نماید.
- مردانی که زنانشان مشکلاتی از قبیل طولانی شدن مدت بیماری دارند.
- و افرادی که دائم السفر هستند و دور از عیال دائمی خود به سر می‌برند.

### کلیات و اهداف
طرح مؤسسه عفاف بر مبنای اساسنامه ذیل ریخته و عرضه می‌شود:
1. نام: مؤسسه عفاف که به لحاظ رعایت اختصار در این اساسنامه مؤسسه نامیده می‌شود:
2. اهداف:

- الف: احیا سنت پیامبر اکرم (ص) (امر ازدواج)
- ب: مقابله با تهاجم فرهنگی استکبار جهانی از طریق تسهیل امر ازدواج.
- ج:ارکان (هیئت مؤسس، هیئت امناء، شورای مرکزی و برنامه‌ریزی، مدیر و بازرس)

1. کلیه فعالیت‌های این مؤسسه فرهنگی و اجتماعی بوده و غیر سیاسی و غیرانتفاعی است.
2. هیئت مؤسس
3. وظایف هیئت مؤسس

- الف: تدوین اساسنامه و ثبت قانونی اساسنامه.
- ب: تعیین هیئت امناء (هیئت مؤسس می‌تواند هیئت امناء باشد)

هیئت امناء عبارتند از: دو نفر روحانی مورد اعتماد مردم حتی الامکان امام جمعه، مسوول دستگاه قضایی، یا بالاترین رده وزارت کشور در منطقه، فرمانده نیروی انتظامی مسوول حوزه نماینده ولی فقیه در سپاه، دو نفر از افراد مورد اعتماد و وجیه المله.
- ج: سیاستگذاری امور مربوط به مؤسسه.
- د: تعیین مدیر اجرایی برای دوره اول

۶. وظایف هیئت امناء:
تعیین شورای مرکزی و برنامه‌ریزی که تعداد آن‌ها ۵نفر است و از بین افراد مورد اعتماد انتخاب می‌شود.
۷. بودجه مؤسسه از طریق ذیل تأمین خواهد شد.
- الف: کمک افراد خیر و نیکوکار جامعه (و نهادهای دولتی و اجتماعی)
- ب: افراد مراجعه‌کننده
- ج: فعالیت‌های اقتصادی سالم

همچنین در این طرح آمده‌است: پس از عادی شدن و رفع قبح اجتماعی، مؤسسه می‌تواند نسبت به کلیه کسانی که متقاضی هستند، همکاری و مساعدت نماید. در مورد انحلال این مؤسسه آمده‌است: این مؤسسه با پیشنهاد شورای مرکزی و برنامه‌ریزی و تصویب اکثریت اعضای هیئت امناء می‌تواند منحل گردد.
کلیه اموال منقول و غیرمنقول مؤسسه، پس از وصول مطالبات و پرداخت بدهی‌ها در اختیار ولی فقیه یا اشهر (مشهورترین) مراجع تقلید قرار می‌گیرد تا در مصارف مشابه، مصرف گردد.

### وظایف مرکز
در تشریح وظایف مرکز به موارد زیر اشاره شده‌است:
- واحد مددکاری و تشخیص: پس از ورود افراد موضوع بحث به مرکز سعی در ترغیب فرد برای بازگشت به یک زندگی عادی می‌گردد. در غیر این صورت و (اصرار فرد به ادامه روش قبلی) نامبرده به واحدهای بهداشت درمان، مشاوره ازدواج، صدور گواهی ازدواج موقت، راهنمایی و در صورت لزوم به اماکنی از قبیل هتل، مسافرخانه و… هدایت می‌شوند.
- واحد بهداشت، درمان: انجام معاینات و آزمایش‌های پزشکی و اقدامات درمانی و صدور کارت سلامتی فرد یاد شده برای ازدواج و توجه دادن به زنان مورد بحث برای جلوگیری از بارداری و جلب موافقت ایشان برای انجام عمل جراحی، یا استفاده از دیگر وسایل پیشگیری، و ارائه خدمات لازم به صورت رایگان
- واحد مشاوره ازدواج (همسریابی): دریافت مشخصات و شرایط همسر مورد نظر هریک از زنان موضوع بحث (از جمله مدت مهریه در ازدواج موقت) و ثبت آنها
- واحد صدور گواهی ازدواج موقت: رعایت و اجرای ضوابط شرعی ازدواج موقت، صدور گواهی براساس مشخصات شناسنامه‌ای و با ذکر مدت و اجرت.
- واحد ارجاع به هتل: معرفی هتل‌ها و ارائه نشانی آن‌ها به زوجین.
- نحوه برخورد نیروی انتظامی: با ارائه گواهی فوق به هتل‌ها، همراه شناسنامه طرفین، اداره اماکن نیروی انتظامی هیچگونه ممانعتی از اسکان افراد یاد شده در هتل به عمل نخواهد آورد.

این گزارش در خاتمه به نحوه تعیین دستگاه متولی پرداخته و آورده‌است:
برای گریز از آسیب مدیریت ستادی در کارهای اجرائی، مدیریت اجرائی طرح، به یک دستگاه معین واگذار می‌گردد.
برای نیل به این مقصود، با توجه به اینکه در گردش کار مورد بحث، اقدامات مربوط به مراحل اول، دوم، سوم (نیروی انتظامی، دادگستری، سازمان زندانها) زیر نظر قوه قضائیه قرار دارد، و اصولاً جنبه‌های قضائی، حقوقی، شرعی کار وجه غالبی دارد، لذا به نظر می‌رسد، (به خصوص در شروع کار)، ترجیح دارد، مدیریت اجرائی زیر نظر دستگاه قضائی باشد.